# Faiq Bolkiah
Faiq Jefri Bolkiah (Los Angeles, 9 mei 1998) is een Bruneis-Amerikaans voetballer die als rechtsbuiten speelt. Hij verruilde Leicester City in september 2020 voor CS Marítimo. Bolkiah debuteerde in 2016 voor het Bruneis voetbalelftal.

## Clubcarrière
Bolkiah speelde in de jeugdopleiding van AFC Newbury, Southampton, Arsenal, Chelsea en Leicester City (waarmee hij in 2016/17 deelnam aan de groepsfase van de UEFA Youth League). Zonder speelminuten in Engeland tekende hij in september 2020 bij CS Marítimo. Daar was hij echter ook niet succesvol en werd hij na één seizoen naar de B-kern gestuurd waarna hij in 2022 besloot om te vertrekken. Hij tekende in Thailand bij Chonburi FC.

## Interlandcarrière
Bolkiah kwam voor verschillende Bruneise jeugdteams uit. Op 15 oktober 2016 maakte hij zijn debuut voor het Bruneis voetbalelftal tegen Oost-Timor (2–1 winst). Hij maakte zijn eerste doelpunt op 21 oktober 2016 tegen Laos.

## Privé
Faiq Bolkiah is lid van het Bruneise koningshuis, daar hij de zoon is van Jefri Bolkiah, prins van het Aziatische oliestaatje en een neef van sultan Hassanal Bolkiah. Volgens sommige bronnen is Bolkiah de rijkste voetballer ter wereld, zijn vermogen wordt geschat op 16 miljard euro.